# Marais des Baux
Les marais des Baux sont une zone de plusieurs hectares située dans une cuvette naturelle au sud des communes de Fontvieille, Paradou, Maussane-les-Alpilles et Mouriès, entre le chaînon de la Pène et la chaîne des Costières, dans le massif des Alpilles (Bouches-du-Rhône). Elles doivent leur nom à un ancien marais qui s'y étendait jusqu'à la fin des années 1880 sur une surface de 1 825 hectares et qui écoulait ses eaux vers l'étang de Barbegal, plus à l'ouest. La zone a été asséchée et est aujourd'hui vouée à l'agriculture. Leur altitude se situe au niveau de la mer.
Ils sont appelés « marais des Baux » en référence au village des Baux-de-Provence, dont le territoire englobait tous les villages de la Vallée des Baux sous l'Ancien Régime. En février 2007, les anciens marais des Baux ont été incorporés au Parc naturel régional des Alpilles.

## Géographie

### Description
L'emplacement des anciens marais (aussi dénommé « paluds ») se situe précisément à l'endroit dont l'altitude est la plus faible. Aujourd'hui encore, les eaux pluviales s'y écoulent naturellement. En décembre 2003, de fortes pluies d'orage ont provoqué d'importantes inondations dans l'ouest des Bouches-du-Rhône et entraîné l'inondation des anciens marais. Pendant plusieurs semaines, alors que les vieilles fontaines asséchées par l'irrigation chantaient à nouveau, l'eau s'est retrouvée à la même place qu'elle occupait des siècles plus tôt.

### Faune
L'assèchement des marais des Baux a provoqué un important appauvrissement des espèces vivant dans la zone, ce que beaucoup ont déploré dès la fin du XIXe siècle.
Malgré tout, la faune y reste encore abondante. On estime que la moitié des espèces animales présentes en France se trouve dans le secteur des marais des BauxInterprétation abusive ?. En 2008, on y a identifié 222 espèces d'oiseaux, 64 de papillons de jour, 47 de libellules, 17 de chauves-souris et 537 de plantes à fleurs. Autrefois, quand alternaient les nécessaires mise en eau et assèchement (pour nettoyer les "roubines" du drainage gravitaire - sans motopompes) la faune y était plus abondante. Elle était constituée pour l'essentiel d'anguilles, de carpes, de brochets, de perches, de tanches et d'ablettes qui faisaient le bonheur des pêcheurs. Les animaux présentés ci-dessous se retrouvent aujourd'hui dans les marais des Baux :

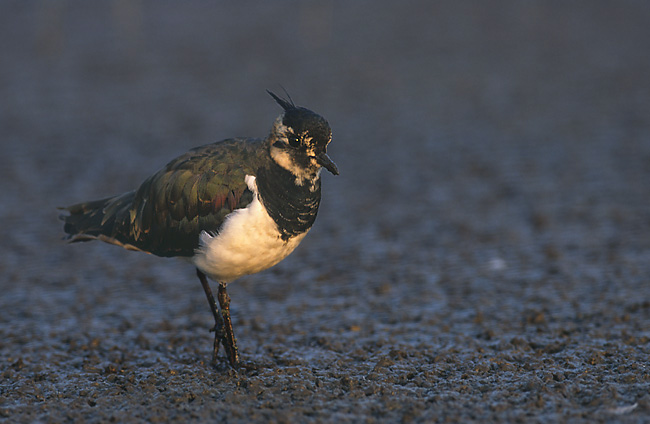
Vanneau.
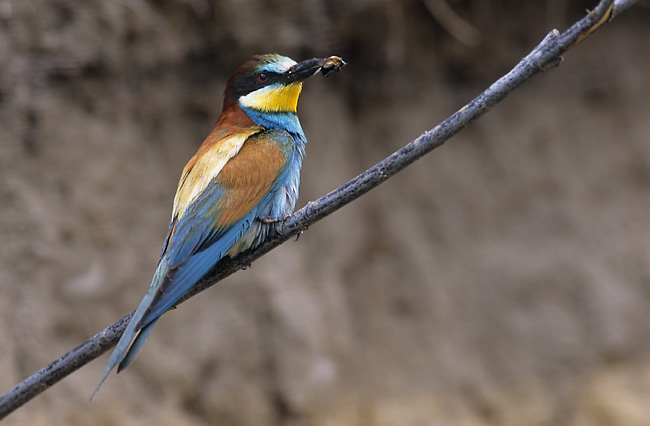
Guêpier.
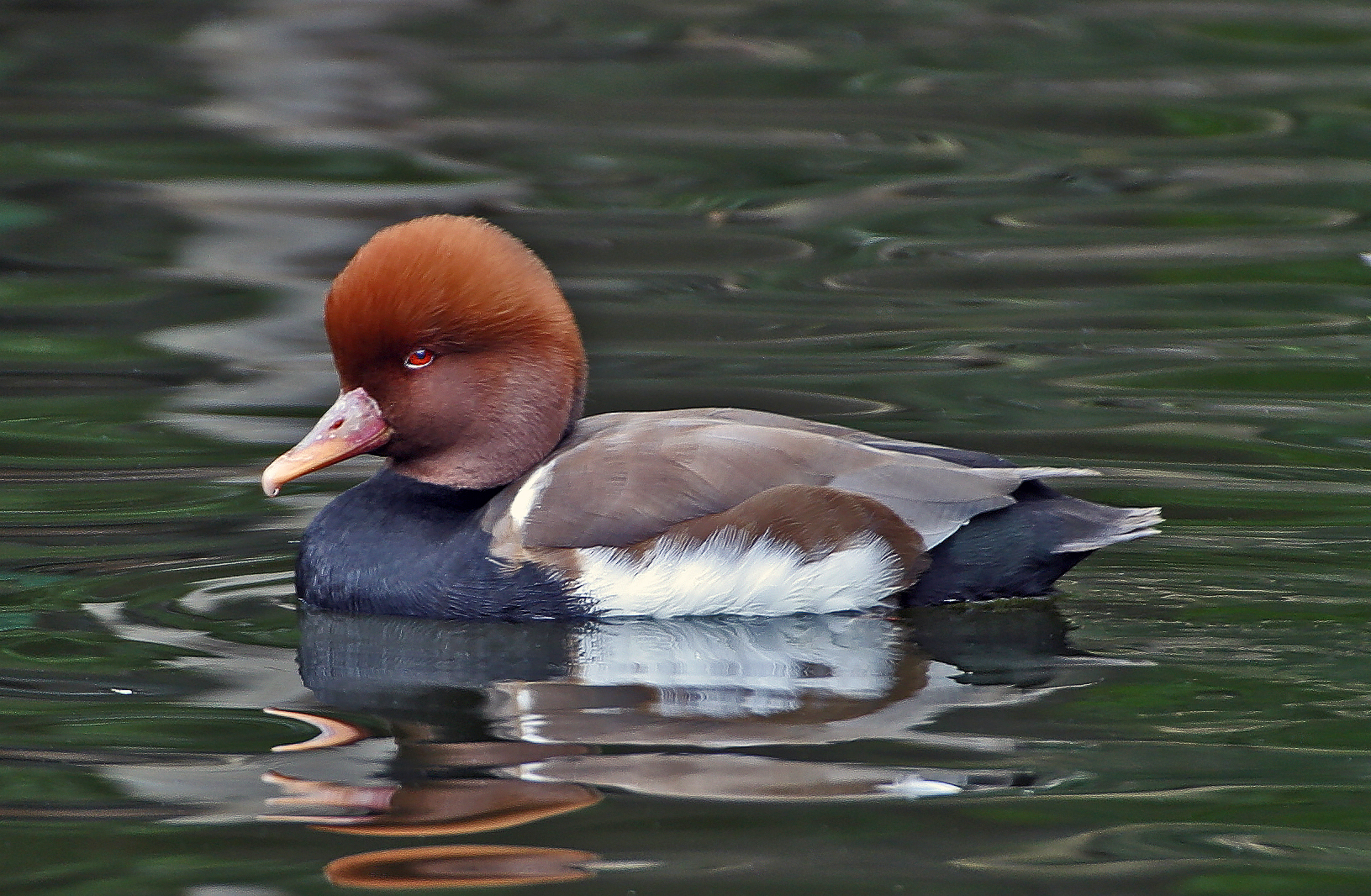
Nette rousse.
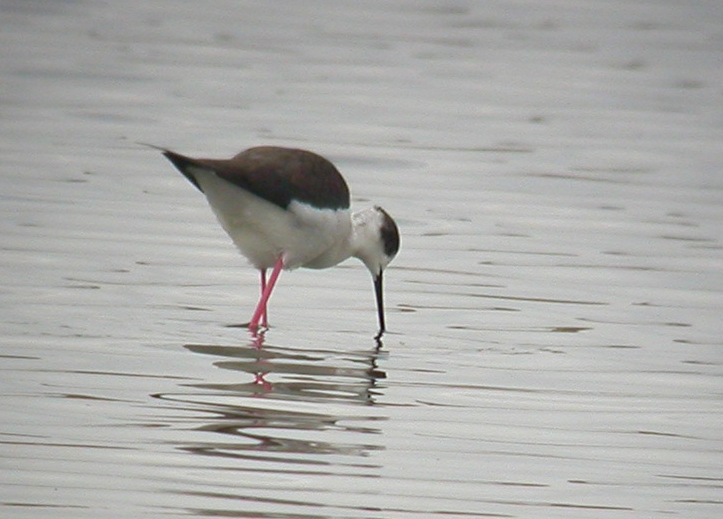
Échasse.
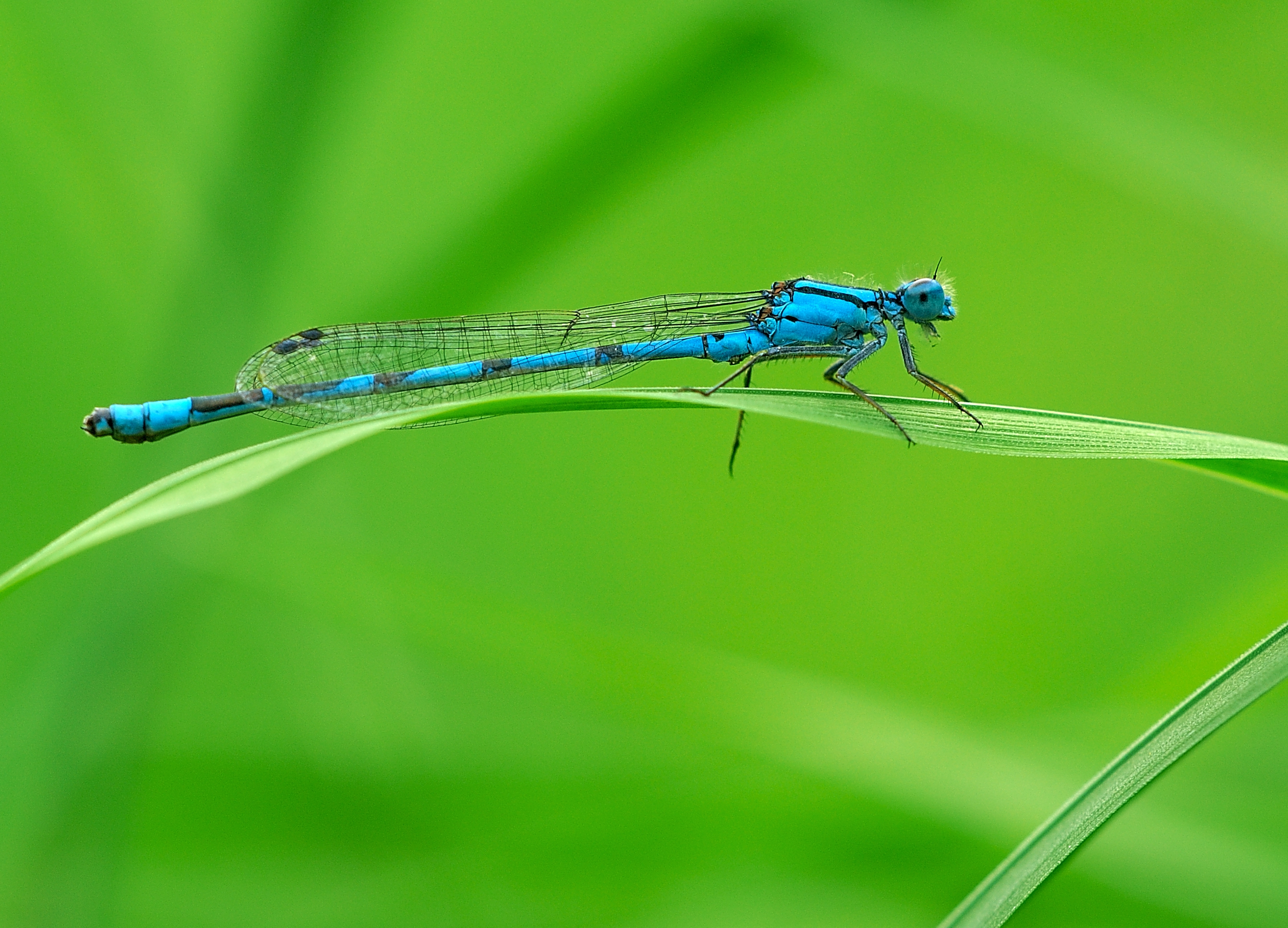
Demoiselle.
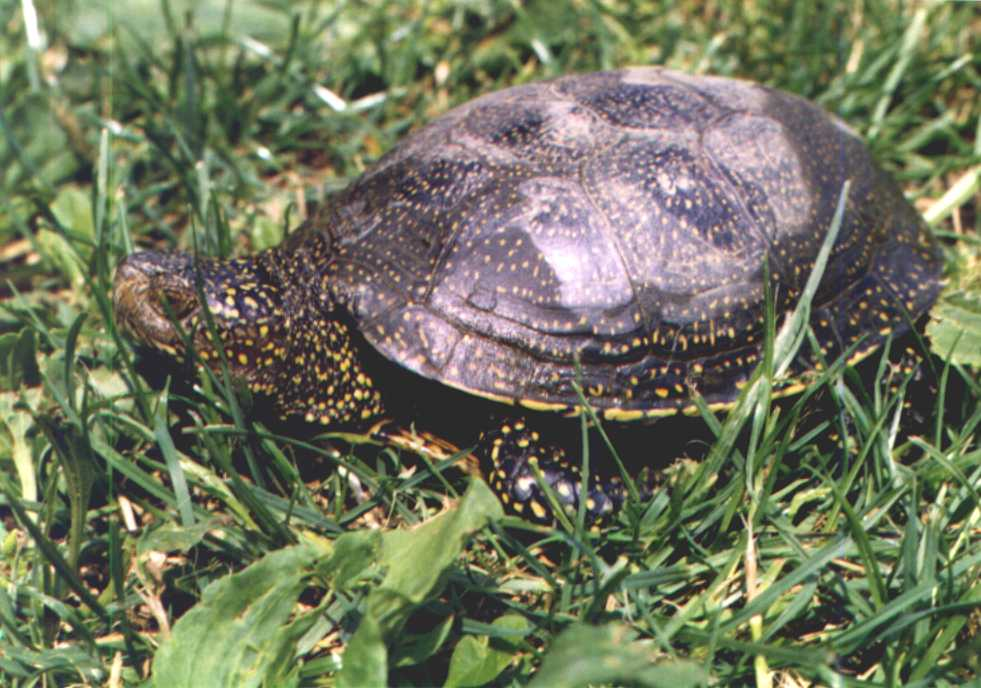
Cistude.
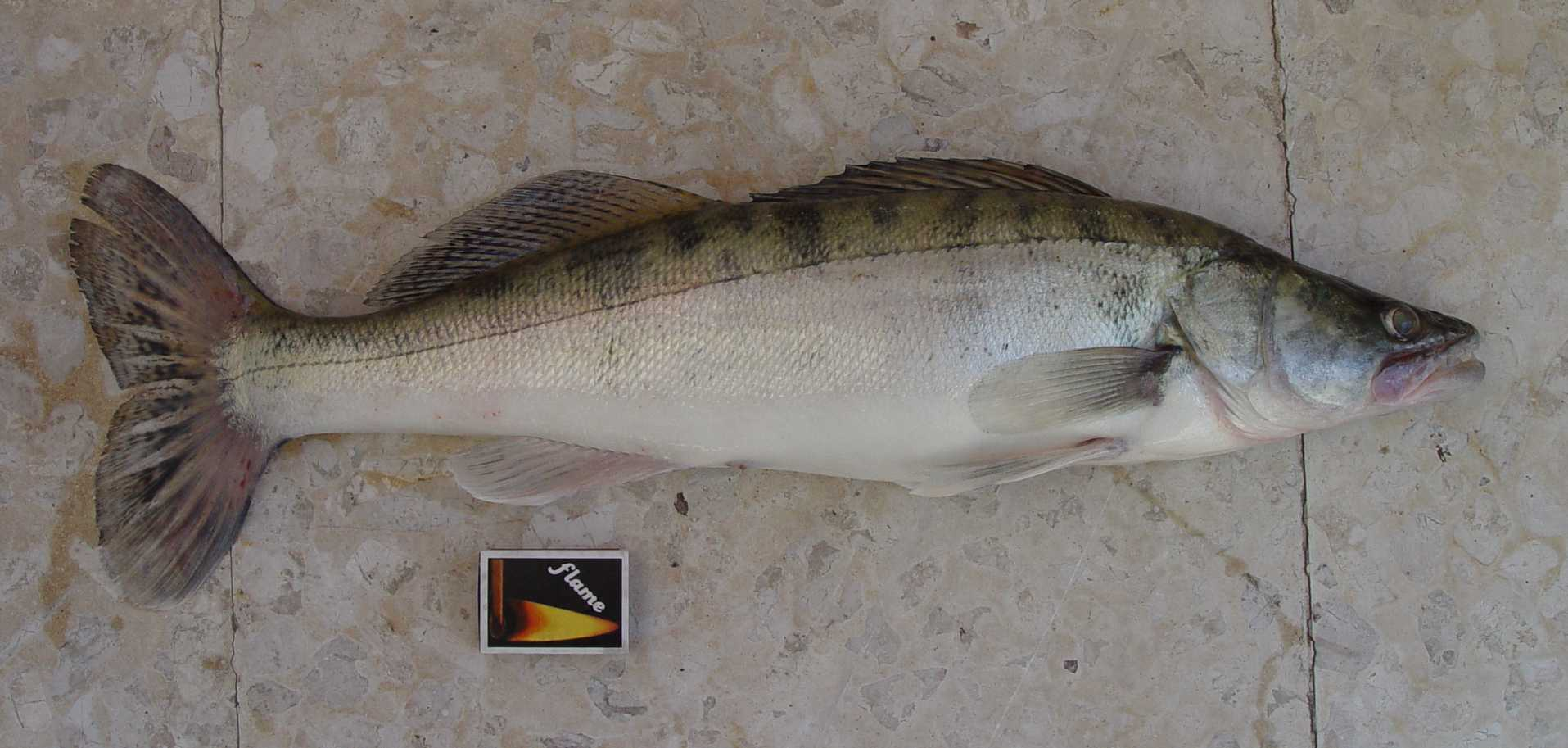
Sandre.

### Flore
Avant l'assèchement, la flore des marais des Baux est caractéristique d'un environnement marécageux. Il y pousse des joncs, des roseaux et diverses plantes aquatiques.

## Histoire

### Habitat précoce

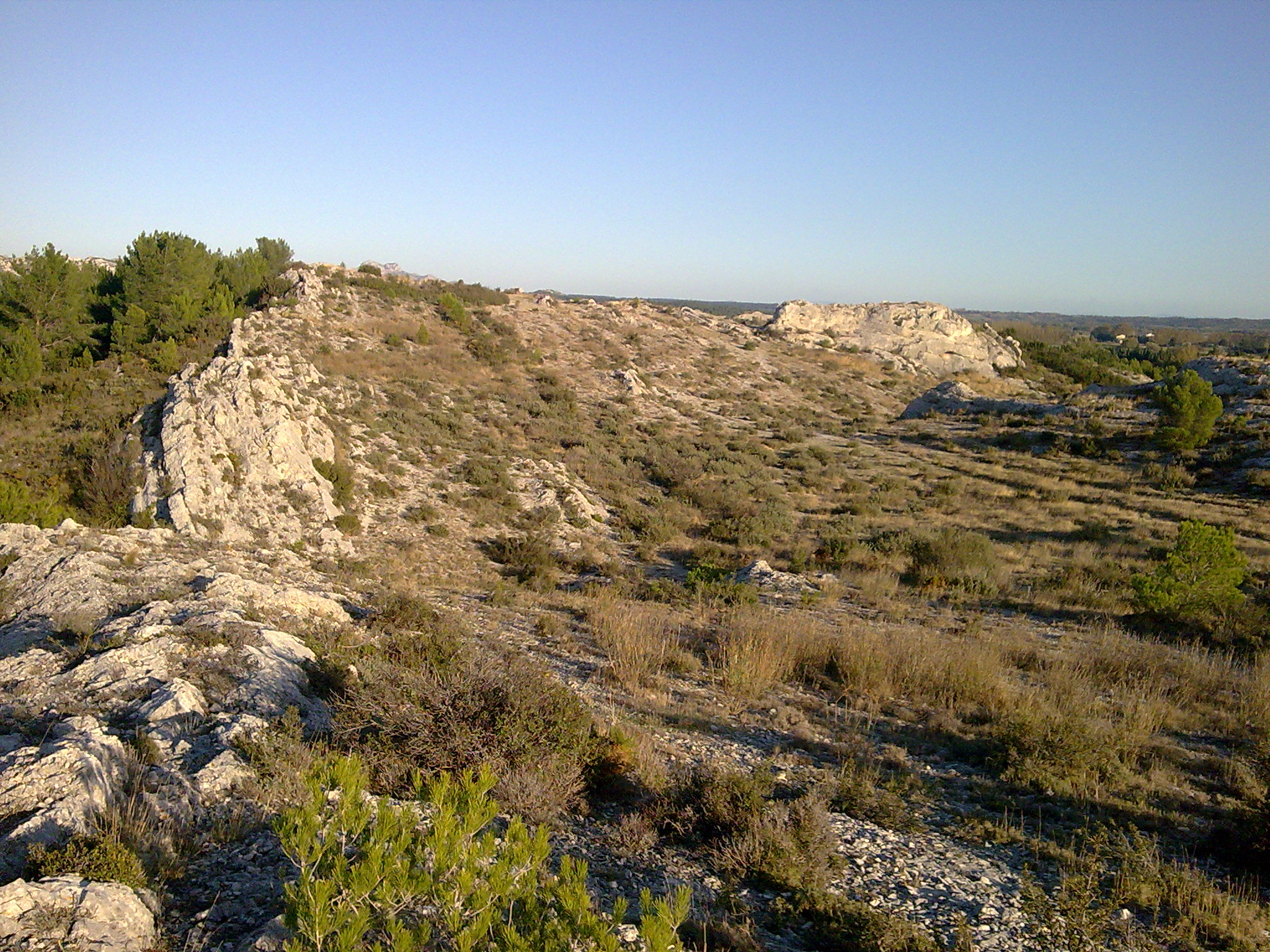
La chaîne de la Pène, au niveau de Maussane-les-Alpilles. Sur la droite (au sud donc) commencent les marais des Baux.

Constitués depuis la Préhistoire de vastes étendues d'eau, les anciens marais des Baux ont attiré très tôt des populations sédentaires. Le chaînon de la Pène, dont le piémont était autrefois baigné par les eaux du marais, a révélé de nombreuses traces d'occupations humaines. Peuplé par des tribus d'agriculteurs-pêcheurs d'origine salyenne, les tribus Anatilii du nord de la Crau se sont très tôt installés sur les rivages, comme en témoignent des traces de déforestation. Ainsi, au lieu-dit Saint-Jean, à la Pène, des traces de labour profonds et les vestiges de deux cabanes des IIe et IIIe siècles ont été découverts par l'archéologue Otello Badan. 
Au Touret de l'Isle, un habitat du Ier siècle av. J.-C. a été découvert, accompagné de céramiques et d'amphores italiques et gauloises. Non loin, au Deven, une dizaine de cabanes aux murs en pierre sèche ont été signalées. Des céramiques massaliètes y ont été trouvées. 
Les tribus qui habitent la zone vivent du marais, de ses poissons comme de ses serpents, à l'aventure de son gibier d'eau. Mais l'archéologie atteste aussi de la pratique de l'élevage de bétail pâturant sur des prairies humides.

### Les marais au temps des Romains

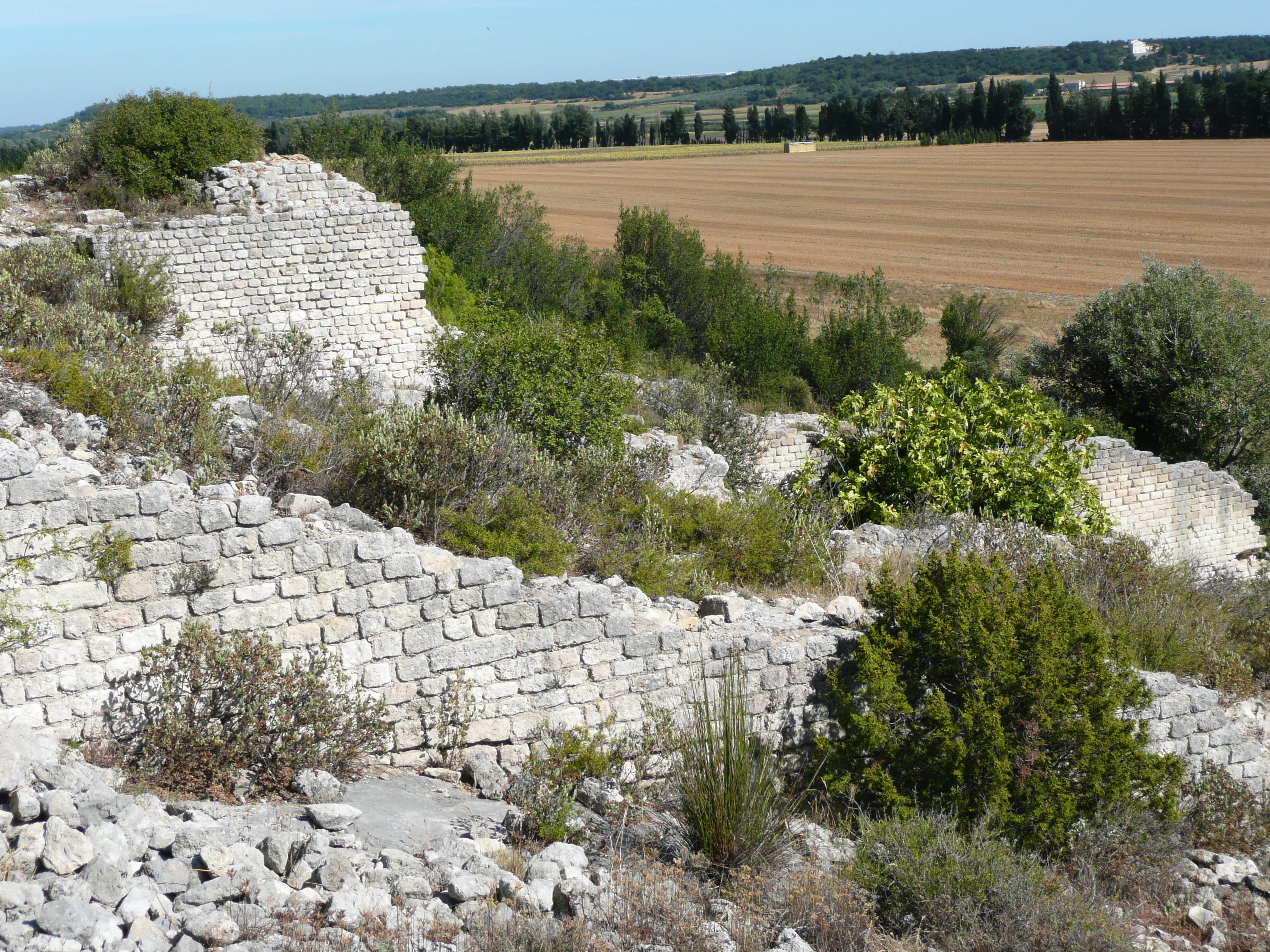
Ruines de la meunerie de Barbegal. Vue sur les anciens marais.

L'arrivée des Romains provoque l'aménagement des marais. L'eau est drainée en petits étangs de manière à permettre l'émergence de terres fertiles propres à la culture du blé. Le maintien de vastes surfaces d'eau permet en outre d'assurer la poursuite de la pratique de la pêche et de pouvoir à l'approvisionnement en eau des établissements qui s'installent à proximité. Le site romain le plus connu se trouve à Barbegal, dans la commune de Fontvieille. Il s'agit d'un complexe de meunerie hydraulique approvisionné par l'aqueduc des Alpilles.
L'archéologie, grâce à des fouilles menées d’abord par Fernand Benoit et le jeune Jean-Maurice Rouquette puis à nouveau par Philippe Leveau en 1992 aux moulins de Barbegal a permis de déterminer que l'époque romaine a connu une grande maîtrise dans la gestion des eaux, grâce à un réseau de drainage efficace et complémentaire de la gestion des eaux captées par le rameau méridional de l'aqueduc des Alpilles,.

### Les marais au Moyen Âge
Plus à l'ouest, une autre construction militaire remarquable a été édifié sur un oppidum celto-ligure ensuite repris sous l'occupation romaine Moyen Âge sur la chaîne de la Pène : le castrum de Castillon (anciennement dénommés « Tours Sarrasines ») aujourd'hui sur le territoire de la commune de Paradou. Cet ensemble fortifié utilisait les marais comme une barrière naturelle infranchissable. Les habitants du castrum jouissaient, contre le paiement de 30 sols de cens annuel, du droit de pêcher et de couper le chaume (sagno en ancien provençal) et le fourrage (pabel), mais pas d'y chasser. En 1210, Hugues IV des Baux donne « la palud » (le marais) en emphythéose perpétuelle aux habitants de Castillon, contre un statut très favorable, qui leur garantissait exclusivement le droit d'y pêcher et d'en couper sagne et pabel. Au fil des siècles, ces droits, quoique souvent contestés, ont été maintenus jusqu'en 1855 en faveur des habitants de Paradou, descendants des habitants de Castillon, après l'assèchement des marais.

### Les marais avant leur assèchement
Sour le Premier Empire, de nombreux jeunes hommes vont profiter des zones inaccessibles du marais pour échapper à la conscription, ce qui conduit à des mesures drastiques de la part de la gendarmerie impériale sur Fontvieille : réquisition de pêcheurs pour retrouver les fuyards, incendie des marais.

### L'assèchement des marais

#### Premier assèchement

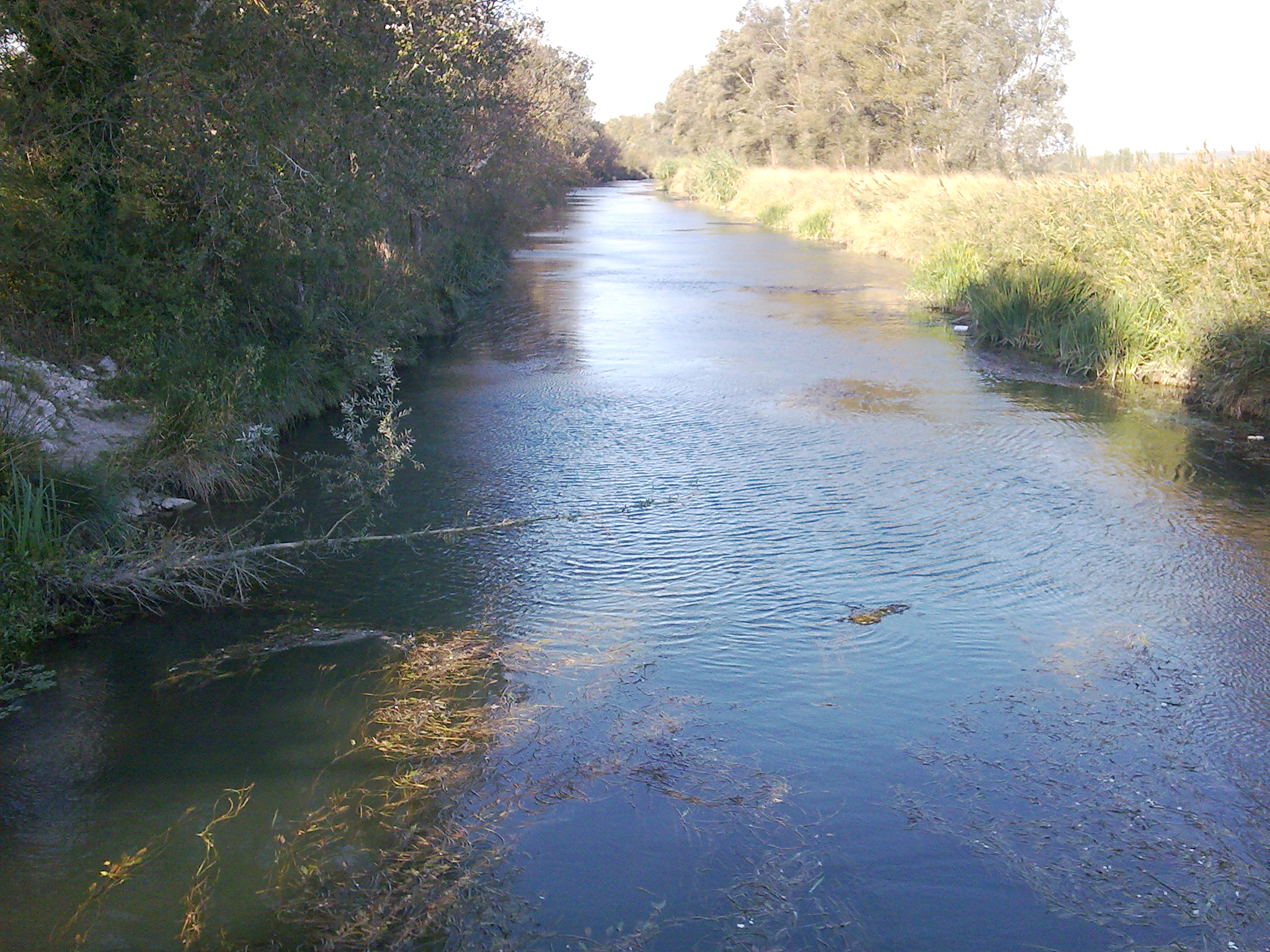
Le canal de la Vallée des Baux, bordant les anciens marais des Baux.

Le 16 août 1642, un contrat est passé entre un groupe de financiers protestants représentés par l'ingénieur hollandais Jean Van Ens pour procéder à l'assèchement, d'abord du marais d'Arles, situé entre Arles et Tarascon, puis celui des Baux. En effet, de manière cyclique, les crues du Rhône, quasi annuelles, provoquent de fortes inondations dans toutes les zones de marais. De plus, la communauté des Baux préfère céder une partie de son territoire marécageuse en raison de son surendettement. En échange de ses services, la compagnie fondée par Van Ens (et dont, à la différence du marais d'Arles, il est un des principaux actionnaires) reçoit le droit de seigneurie sur les deux tiers des terres asséchées et perçoit aussi tous les droits de péage sur les canaux qu'il a créés.
La situation exaspère certains habitants du marais dont le marquis de Grimaldi, seigneur des Baux, Honoré Grimaldi, prend le parti, intente un procès à Van Ens et le gagne en 1646, d'autant que le procédé utilisé par Van Ens ne semble pas donner toute satisfaction. Van Ens est ruiné et procède à la destruction de tous ses travaux. On lui prête le rétablissement la muraille des arches bouchées du pont-mur de Barbegal, établi en fait au Moyen Âge par la communauté d'Arles pour empêcher l'écoulement des eaux du marais. L'eau afflue à nouveau, les marais retrouvent leur emplacement originel. On lui prête alors une formule restée célèbre : « Marais tu étais, marais tu redeviendras. »
La situation n'est pourtant pas intéressante pour les seigneurs des Baux. Les marais sont toujours présents et le Parlement d'Aix autorise, le 10 février 1734, le rétablissement du passage de Barbegal pour évacuer de l'eau, à la suite d'un procès intenté par Jacques François Léonor Grimaldi, le marquis des Baux, contre la communauté d'Arles et la compagnie du Viguiérat avec les descendants de la branche arlésienne de Van d'Ens. Mais la destruction du mur ne donnera rien. Les eaux ne parviennent pas à s'évacuer, parce qu'en fait la zone de Barbegal forme un seuil naturel, plus élevé que la zone maintenant occupée par l'étang de la Gravière et par le marais des Baux, le plus déprimé, rappelons-le, de tout le massif.
On va donc faire contre fortune bon cœur. Les habitants des marais cultivent la sagno et refusent de nouveaux projets de dessèchement.

#### Deuxième assèchement
L'administration républicaine recommande dès 1791 l'assèchement définitif des marais des Baux pour empêcher la « putridité de l'air », alors que les germes de la malaria ne sont pas encore identifiés mais la raison principale qui pousse à l'assèchement est probablement la volonté de gagner à l'exploitation en grandes propriétés de terres très fertiles.
Entre 1802 et 1814, les canaux creusés par Van Ens commencent à être restaurés. Il faudra toutefois attendre trente ans pour procéder à de véritables travaux d'assèchement. De 1843 à 1850, l'ingénieur Poulle entreprend de vastes travaux en prévoyant de nombreux canaux (roubino) permettant le drainage des eaux. La construction du canal d'Arles à Bouc en 1854 permet enfin une évacuation définitive des eaux, à la différence bien sûr du canal de la vallée des Baux, qui apporte en hauteur de l'eau en provenance du centre et de l'est des Bouches-du-Rhône.

## Économie
Jusqu'au XIXe siècle, les marais ont permis à des dizaines de familles de vivre de la pêche. Le chaume coupé permettait aussi d'assurer le travail des vanniers qui travaillaient l'osier, à côté des paysans qui collectaient sa variante le plus rêche (sagno) pour faire jusque dans les années 1950 des litières pour les brebis et surtout auparavant pour faire le toit des "maisons de gardian" (maisons populaires locales) ,. De plus, la terre des marais servait à fertiliser les oliviers, abondamment cultivés dans la vallée. Les paysans arrachaient des plaques de boue, appelées moutouso en provençal, qu'ils déposaient au pied des oliviers pour leur conserver de l'humidité par temps chaud.
La vie dans les marais ne va évidemment pas sans poser des problèmes, les premiers d'entre eux étant les dangers liés à la noyade. De nombreux récits locaux évoquent la noyade de pêcheurs dans les eaux des marais,,.

### L'avenir des marais des Baux

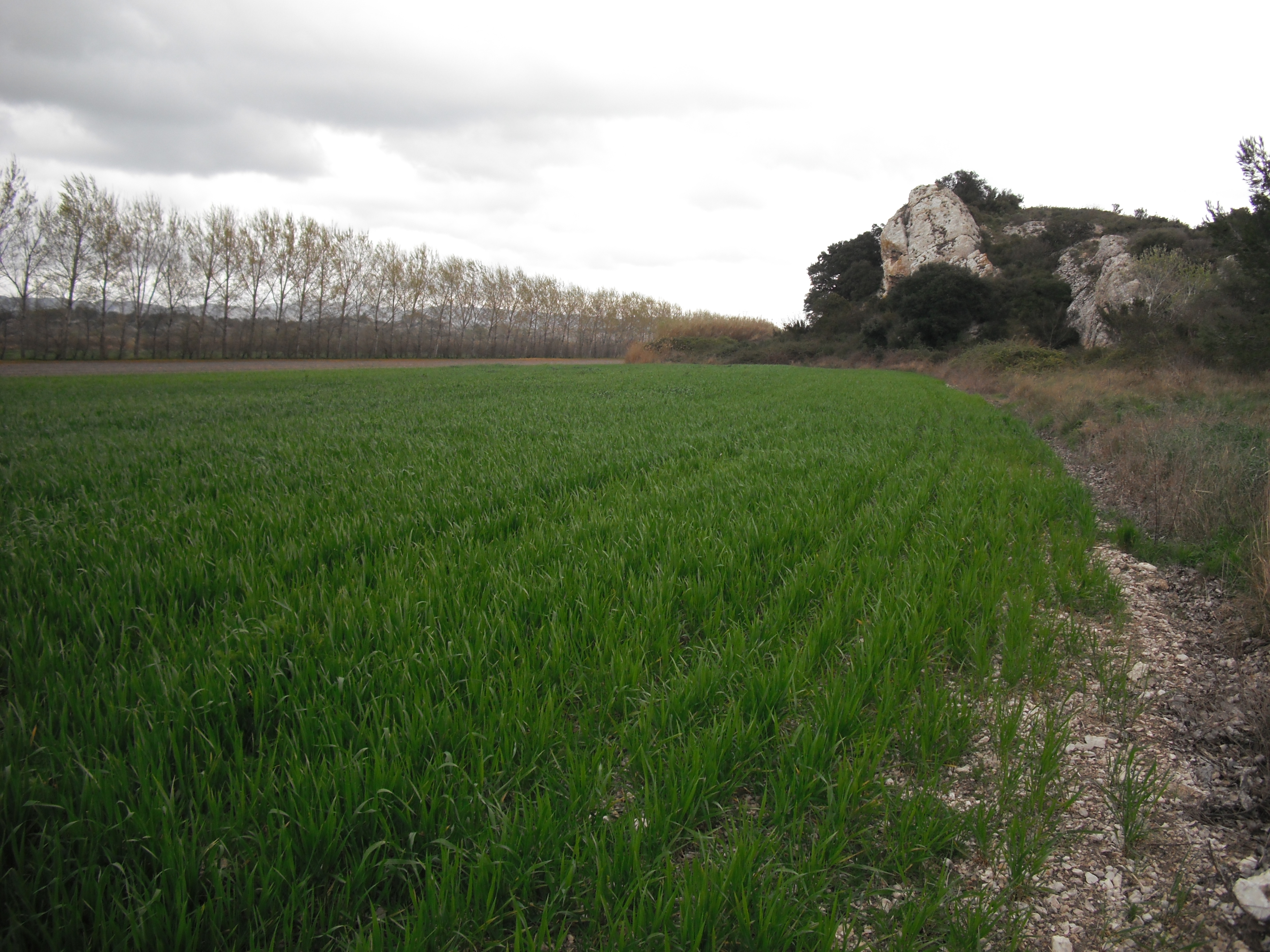
Culture du blé dans les anciens marais des Baux. Versant nord du rocher de Linsolat.

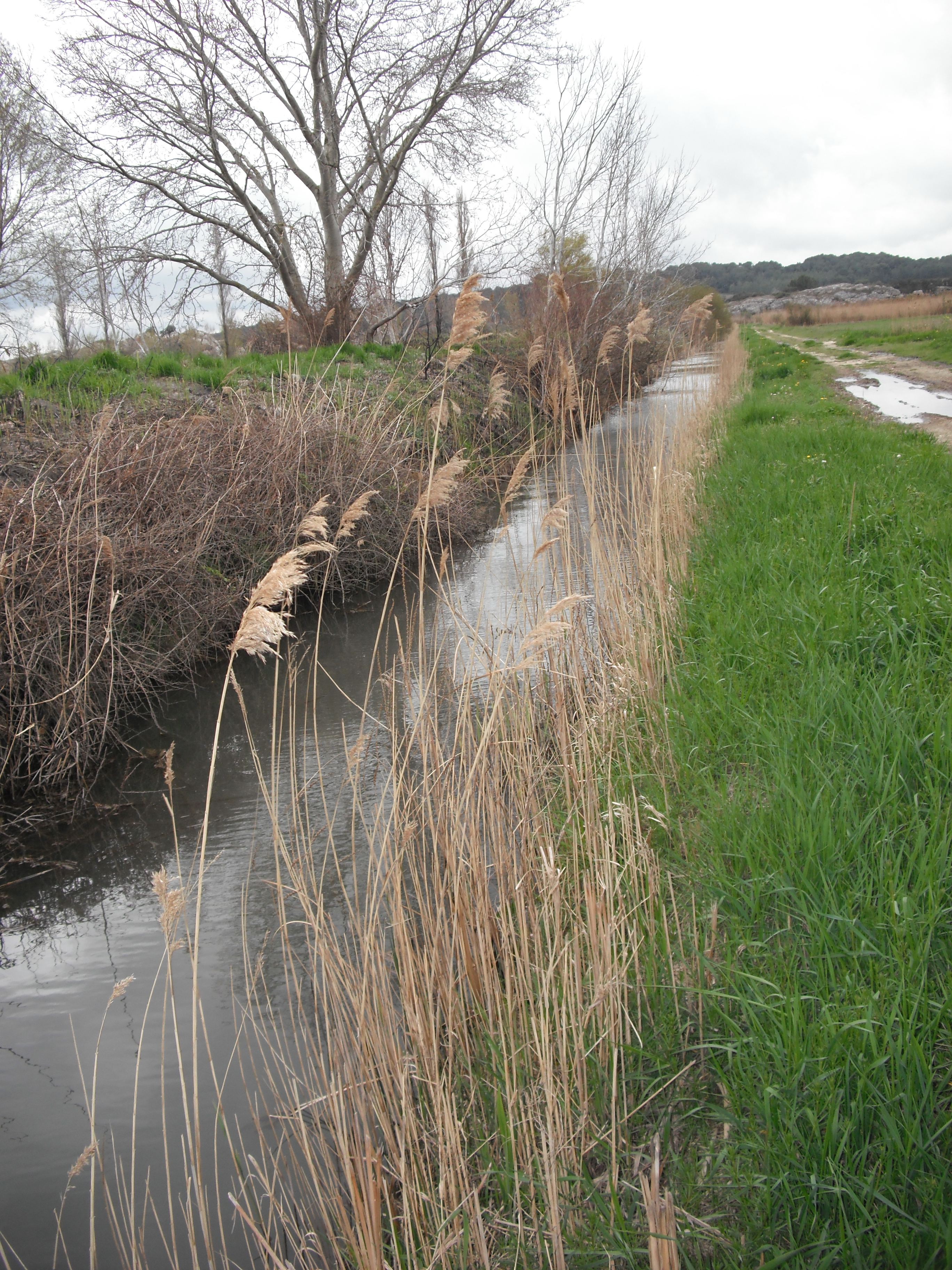
Canal du marais des Baux, commune de Fontvieille.

Depuis les années 1950, les anciens marais des Baux sont soumis à une poldérisation intense. Cet état a suscité et suscite des inquiétudes du fait de la dispersion possible de nombreux polluants de la décharge intercommunale par les encore très nombreux canaux de drainage gravitaires. Il est aujourd'hui nécessaire de maintenir le drainage des eaux, souvent au moyen de motopompes, pour permettre la poursuite des cultures céréalières qui présentement(du fait des hauts cours du blé) caractérisent les lieux.
En  février 2007, les anciens marais des Baux ont été incorporés au Parc naturel régional des Alpilles. Ainsi, leur sauvegarde est assurée et ses richesses peuvent être mises en valeur.